# Bicyclo(3.3.0)octan
Bicyclo[3.3.0]octan ist ein bicyclischer gesättigter Kohlenwasserstoff. Es besteht aus zwei fünfgliedrigen Ringen.
Eine ähnliche Verbindung ist das Decalin (Bicyclo[4.4.0]decan), das aus zwei sechsgliedrigen Ringen besteht.